# 弗米利恩 (明尼蘇達州)
弗米利恩（英語：Vermillion）是一個位於美國明尼蘇達州達科他縣的城市。

## 人口
根據2020年美國人口普查的數據，弗米利恩的面積為2.57平方千米，當中陸地面積為2.55平方千米，而水域面積為0.02平方千米。當地共有人口441人，而人口密度為每平方千米172人。